# أفرو 557 افا
أفرو 557 افا (بالإنجليزية: Avro 557 Ava) هي نموذج لطائرة قاذفة طوربيد بمحركين، أنتجت في بريطانيا. من صناعة أفرو. كان أول طيران لها في 1924. صنع منها نموذجان فقط.